# Фортеця Ріо
Фортеця Ріо (грец. κάστρο του Ρίου), історично відома як Морський замок (італ. Castello de Morea) — розташована на північній околиці півострова Ріо, в муніципалітеті Ріо в номі Ахая, Греція на вході у Коринфську затоку.

## Історія
Фортеця була побудована османським султаном Баязидом II у 1499 році на руїнах стародавнього храму Посейдона. Вона розташована навпроти Фортеці Румелія в Антірріо з іншої сторони затоки. Разом ці фортеці мали на меті захистити вхід у Коринтійську затоку і отримали прізвисько «Маленькі Дарданелли». Фортеця розташована на морському березі, її північна сторона захищена морем, а південна широким ровом, наповненим морською водою, і два зовнішні бастіони (равеліни), з'єднані кам'яними мостами з головним фортом. Має дві брами, центральну наземну, і морські ворота. Фортеця має форму трикутника, два кути якого виходять на берег, а один в сторону материка.
У 1533 році він був на незначений час захоплений генуезцями під проводом Андреа Доріа, але османи відвоювали його пізніше того ж року. У 1607 році фортеця була значно пошкоджена лицарями Мальтійського ордену. У 1687 році, під час Морейської війни, її взяли венеційці під проводом Франческо Морозіні. Під час атаки турки взірвали пороховий погріб, що спричинило значні руйнування фортеці. Венеційці відбудували фортецю, додавши бастіони бастіони Святого Марка, Святої Марії та Святого Антонія та надавши йому остаточної форми, а також 60 гармат. Венеційці також додали малу каплицю. Османці відвоювали фортецю в 1715 році і залишилися, поки не здали її французькому генералу Ніколя Джозефу Мезону в 1828 році. Французи відремонтували її та згодом передали грекам. У період з 1831 по 1912 рік замок використовувався як військова, а потім цивільна в'язниця, ув'язнені якої часто використовувалися муніципалітетом Патра для прибирання вулиць Ріо. Під час Другої світової війни у фортеці був німецький гарнізон, а через затоку до замку-побратима було перекинуто металеві ланцюги, які захищали затоку від заходу ворожих кораблів.

## Сьогодення
Сьогодні він використовується в культурних цілях, особливо концертів і є туристичною визначною пам'яткою. Час роботи: з вівторка по п'ятницю 8:30 — 17:00; з 1 березня по 30 вересня 8:30 — 19:00; з суботи на неділю 8:30 — 15:00, вхід котує 2€. Поруч розташований міст Ріо-Антіріо та паромна переправа.

## Фотогалерея

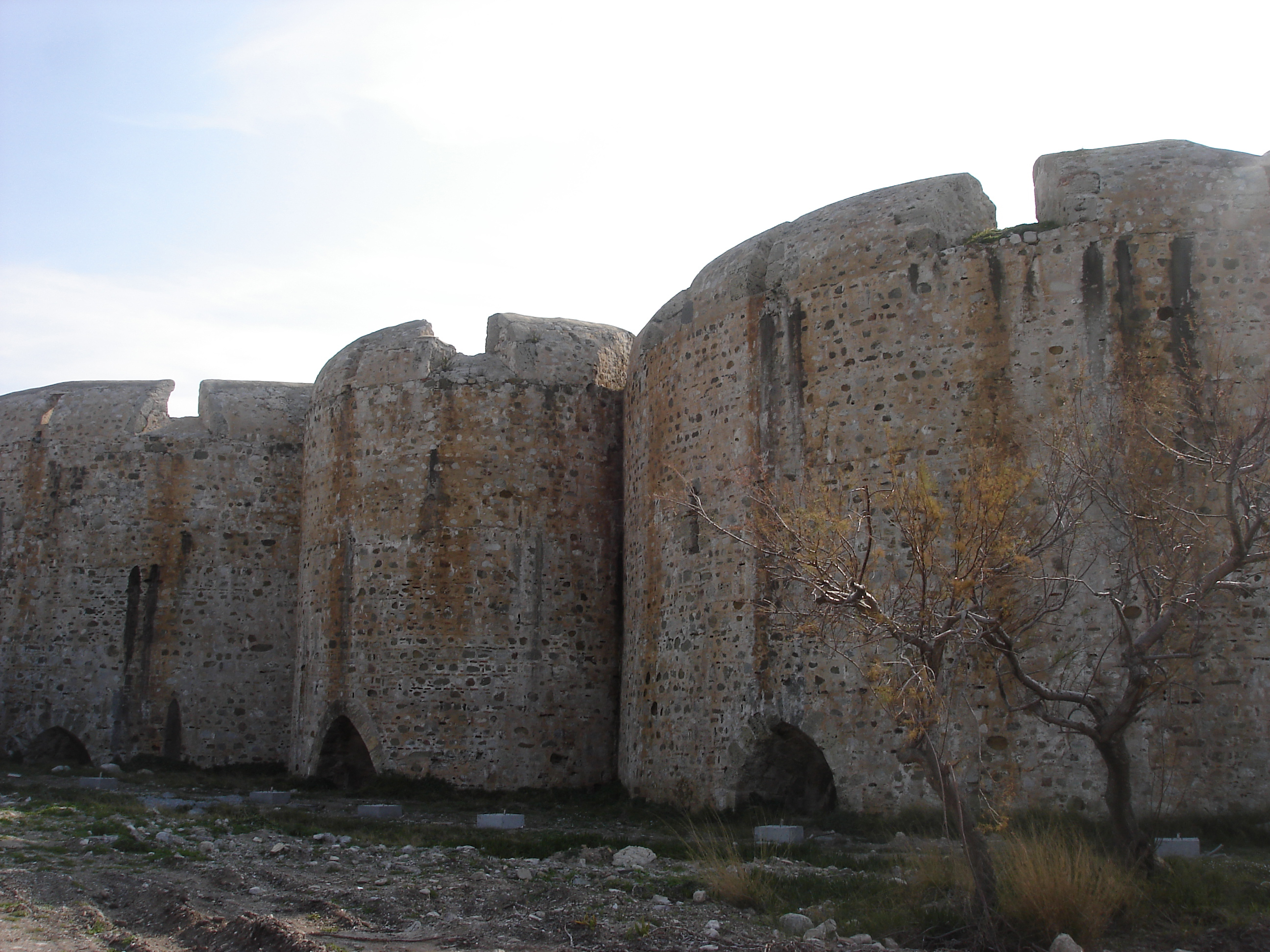
Равеліни фортеці
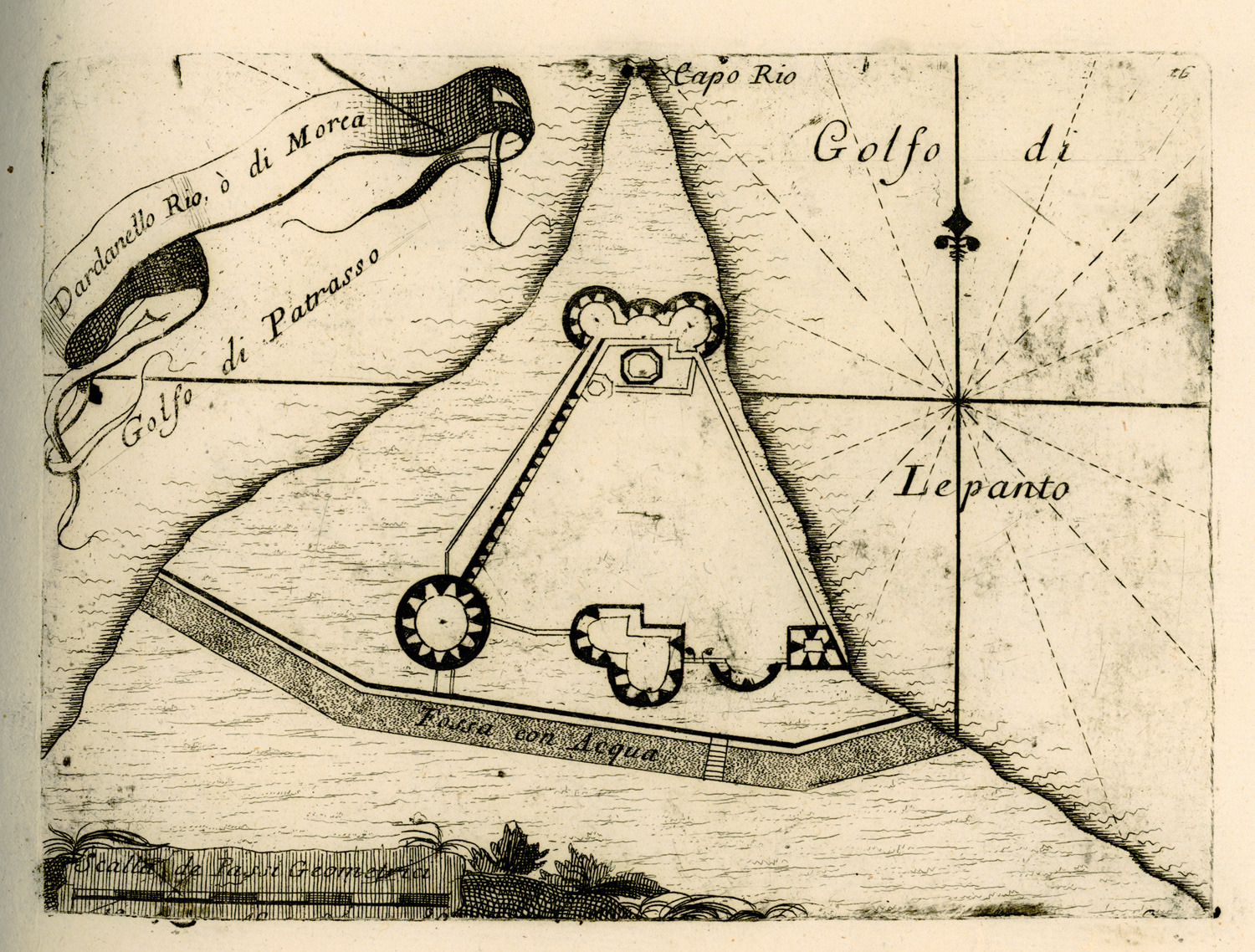
Фортеця на карті Coronelli Vincenzo 1688 року
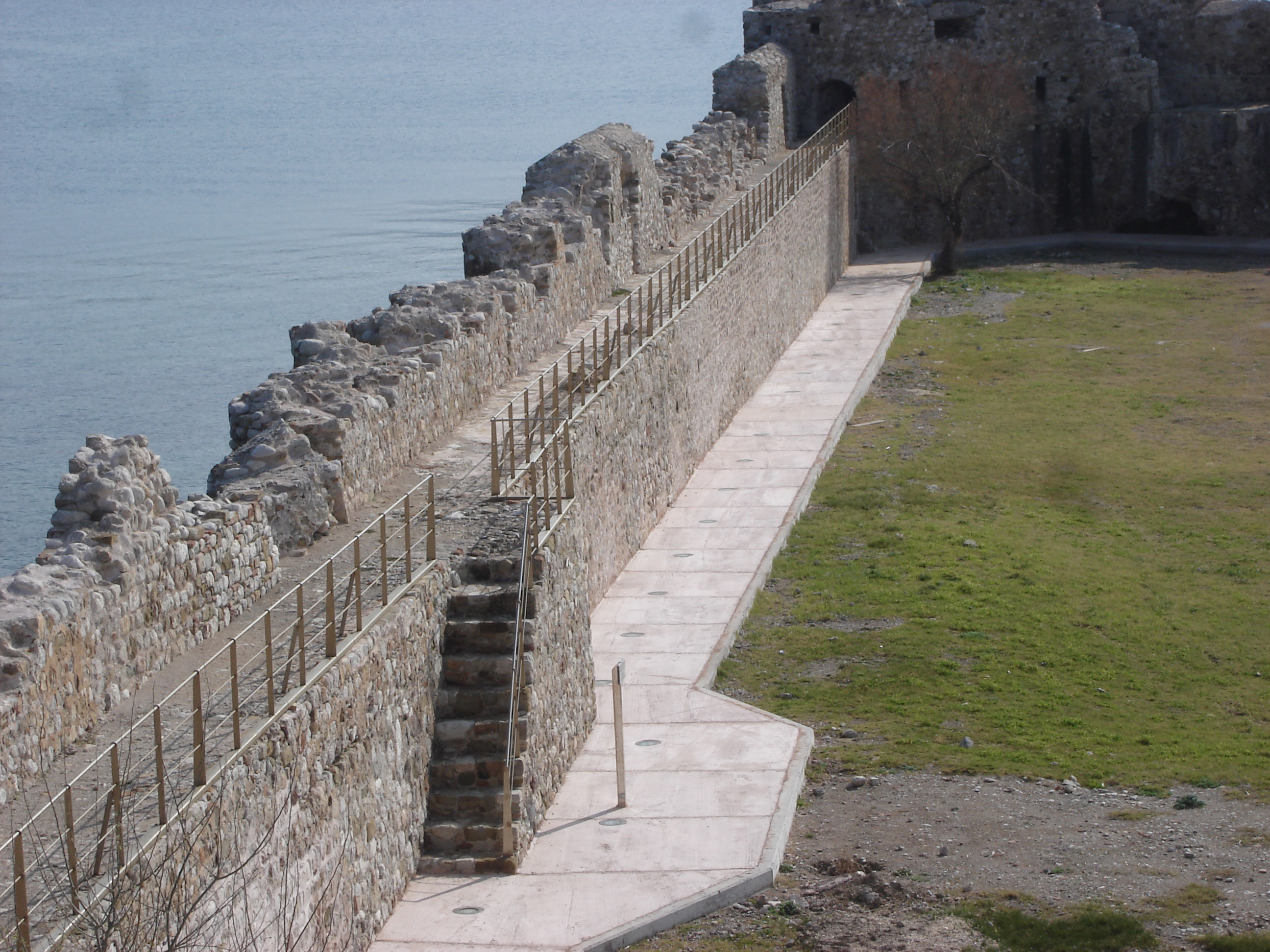
Стіни фортеці
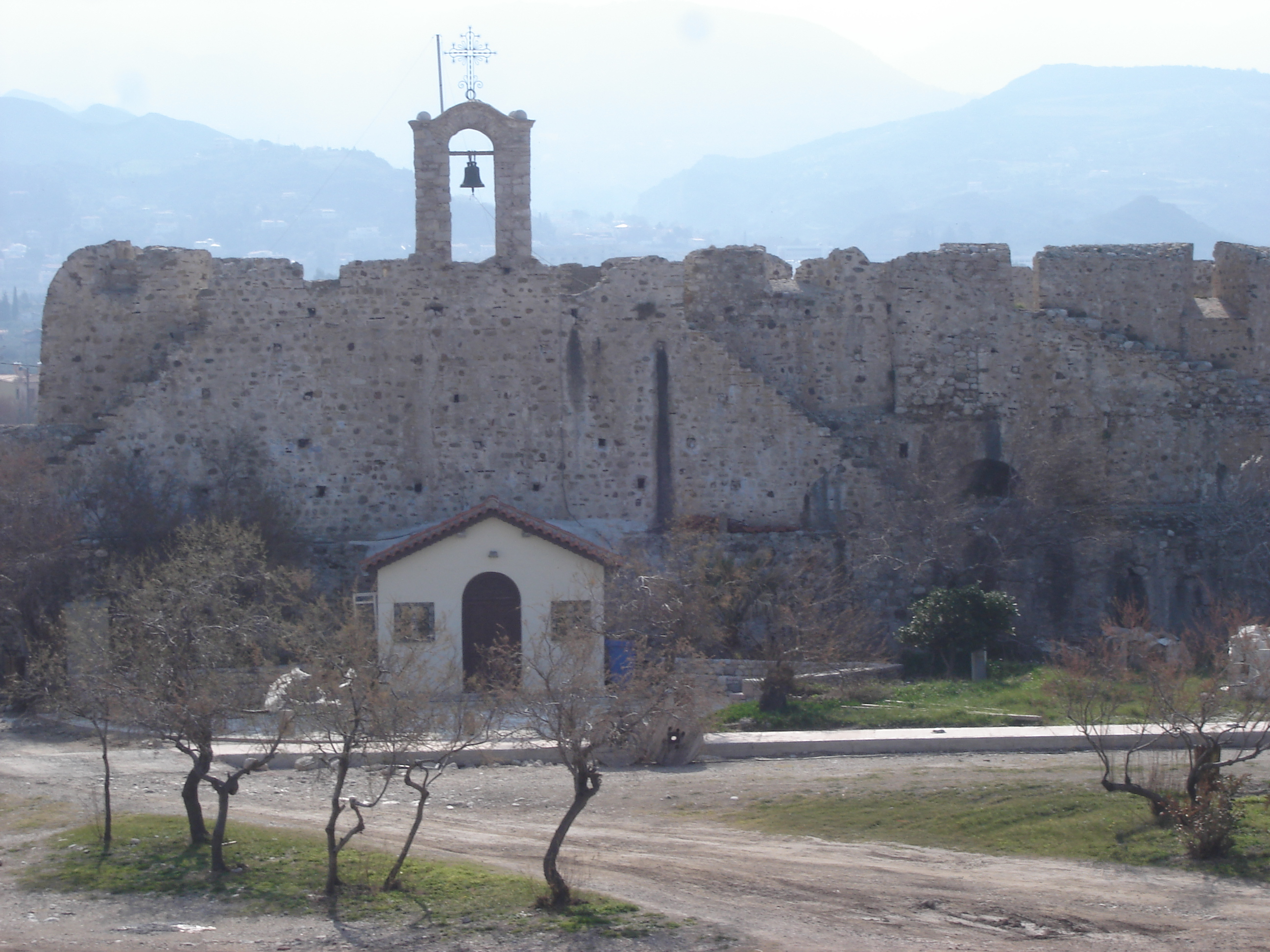
Всередині фортеці
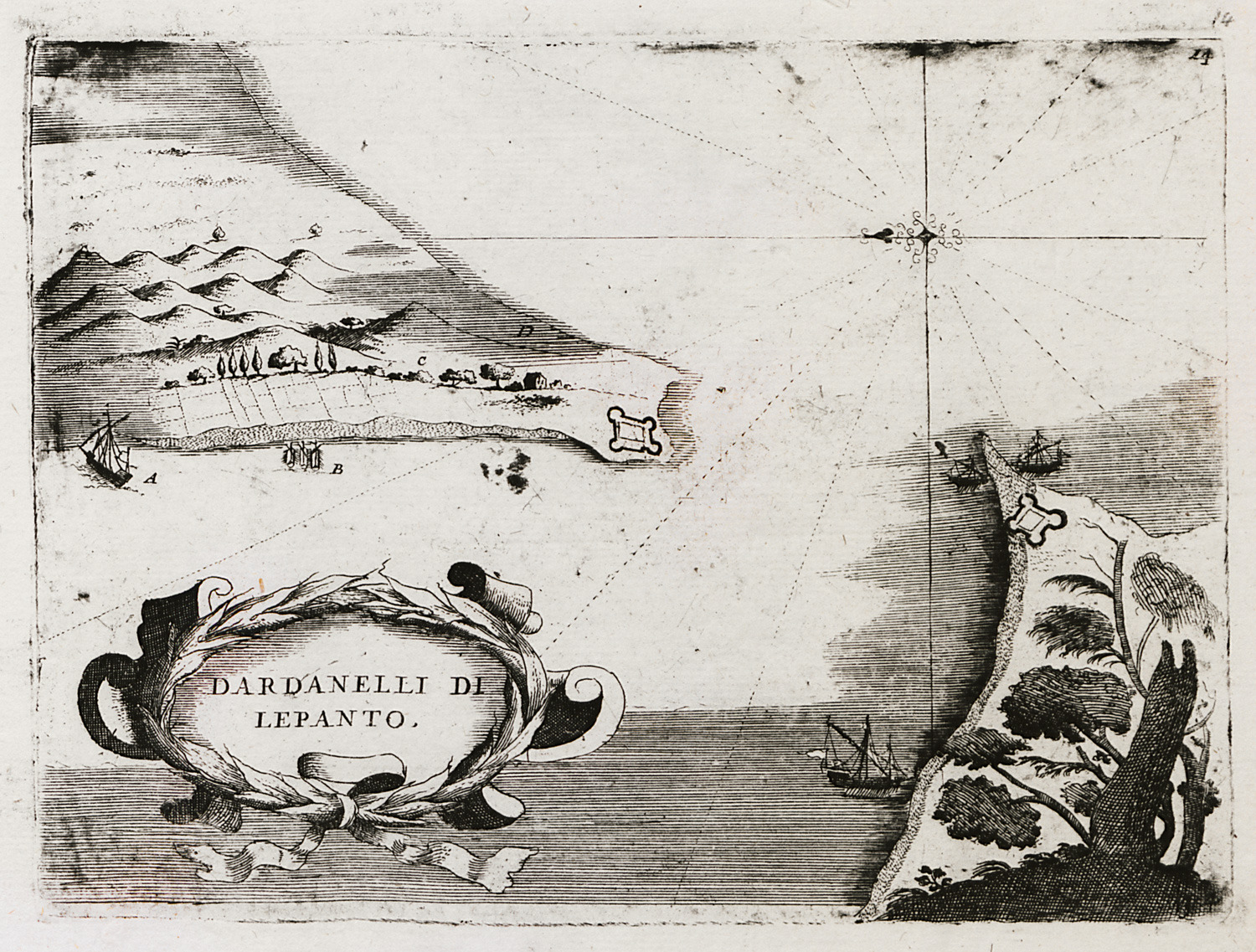
Фортеці Ріо та Румелія
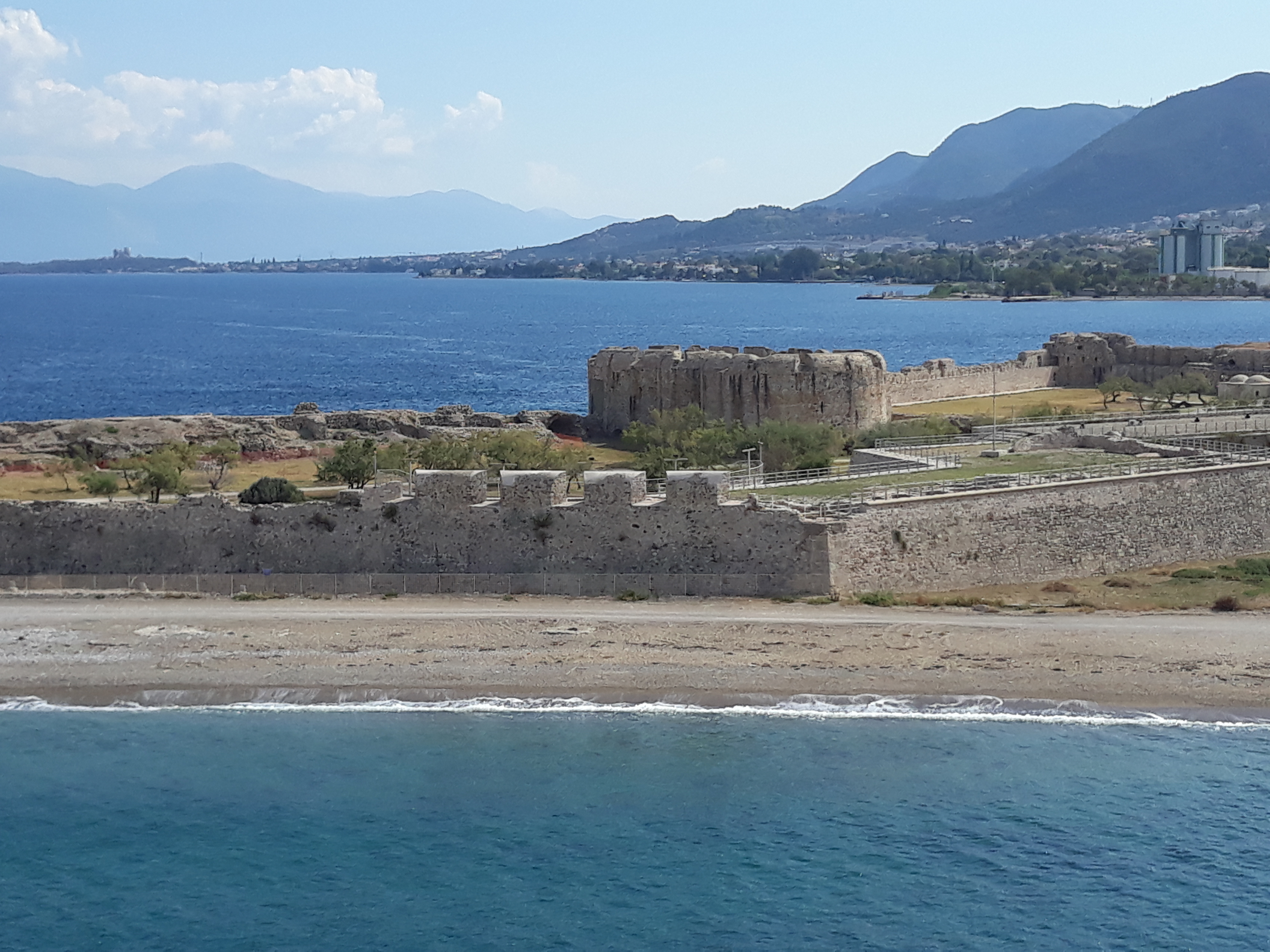